# Solenopotes binipilosus
Solenopotes binipilosus är en insektsart som först beskrevs av Fahrenholz 1916.  Solenopotes binipilosus ingår i släktet Solenopotes och familjen nötlöss. Inga underarter finns listade i Catalogue of Life.